# John Krijnen
John Krijnen (Bussum, 23 september 1937 – 24 april 2024) was een Nederlandse wielermecanicien, bekend om zijn lange carrière in de professionele wielersport. Hij werkte voor verschillende beroemde wielerploegen zoals Televizier, Caballero en PDM. Krijnen stond bekend om zijn vaardigheden als mecanicien en werd een icoon in de wielerwereld, vooral in het baanwielrennen.

## Biografie

### Vroege carrière
Krijnen begon zijn wielerloopbaan als renner in de jaren 1950. Zijn carrière werd echter abrupt beëindigd na een zware valpartij. Hierdoor stapte hij over naar het werk als mecanicien, waar hij al snel naam maakte.

### Werk bij wielerploegen

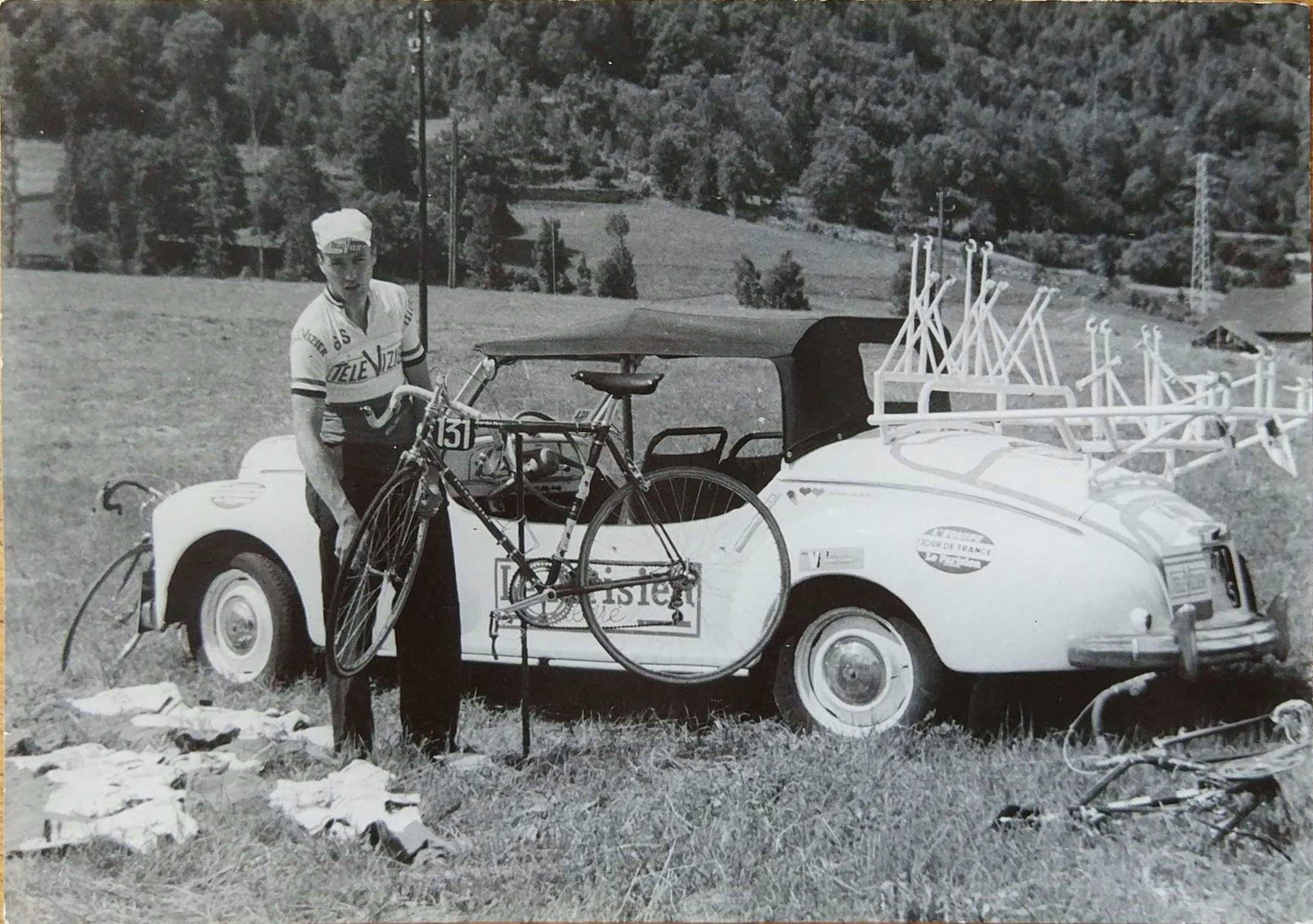
Anno 1964 wordt Krijnen op vraag van ploegleider Kees Pellenaars mecanicien/opzichter rijdend materiaal bij de TeleVizier-ploeg (collectie familie Krijnen)

In de jaren 1960 trad Krijnen in dienst bij het Nederlandse Televizier-team en werkte mee aan grote wedstrijden, waaronder de Tour de France. In 1968 was hij betrokken bij de overwinning van Jan Janssen in de Tour de France. In de jaren 1970 werkte hij voor de Caballero-ploeg, waar hij zijn bijnaam ‘Johnny Caballero’ kreeg.
In de jaren 1980 sloot Krijnen zich aan bij het PDM-team, waar hij samenwerkte met bekende renners zoals Gerrie Knetemann, Steven Rooks en Pedro Delgado.

### Sleutelen aan de fietsen van talloze kampioenen
Krijnen heeft gewerkt aan de fietsen van Jan Janssen, Keetie Hage, Leijn Loevesijn, Hennie Kuiper, Gerrie Knetemann, Ingrid Haringa, Sean Kelly, Leontien van Moorsel en Peter Pieters. In totaal ondersteunde hij vijftien keer Nederlandse ploegen tijdens de Tour de France. Daarnaast begeleidde hij als materiaalmeester de Oranjeselecties bij drie Olympische Spelen en meer dan veertig wereldkampioenschappen. Dat betekent een enorme hoeveelheid renners, kilometers stuurlint, zadels en spaken – een dynamische wereld van onderdelen. Hij verzorgde fietsen met zorg en precisie, bracht ze in perfecte staat en tilde ze naar topniveau. John Krijnen was volledig verweven met het wielermateriaal.

### Nederlandse baanselectie
In de jaren 1990 en 2000 werkte Krijnen nauw samen met de Nederlandse baanwielrenners en speelde een rol in de successen van onder anderen Leontien van Moorsel en Theo Bos. Hij was betrokken bij diverse internationale evenementen en zesdaagsen.

### Prestaties[5]
- 45x mecanicien bij een WK
- 3x mecanicien op de Olympische Spelen
- 15x mecanicien in de Tour de France[5]
- en vele malen mecanicien tijdens de zesdaagse.

## Tijdlijn van zijn wielercarrière
- 1950: Begint zijn eigen wielercarrière. Deze wordt echter abrupt beëindigd door een zware val.
- 1960: Krijnen wordt mecanicien en sluit zich aan bij de Televizier-wielerploeg. Hij zorgt voor het materiaal van wielerkampioenen tijdens grote wedstrijden.
- 1968: Werkt voor de Nederlandse ploeg in de Tour de France, waar Jan Janssen de eerste Nederlandse winnaar wordt.
- 1970: Krijnen sluit zich aan bij de Caballero-wielerploeg. Zijn werk in deze periode levert hem de bijnaam 'Johnny Caballero' op.
- 1980: Werkzaam voor de PDM-ploeg, waar hij samenwerkt met bekende renners zoals Gerrie Knetemann, Steven Rooks en Pedro Delgado.
- 1990: Actief bij de Nederlandse baanwielerploeg, waar hij grote successen meemaakt, zoals die van Leontien van Moorsel en Theo Bos.
- 2020: Tot in zijn tachtigste levensjaar blijft Krijnen betrokken bij de wielersport, vooral in het zesdaagse circuit.
- 2024: John Krijnen overleed op 24 april 2024 op 86-jarige leeftijd. Zijn uitvaart vond plaats op 2 mei in Baarn.[1]

Krijnen wordt herinnerd als een icoon in de Nederlandse wielersport, geliefd om zijn expertise en humor.